# Hunifredo de Altavilla
Hunifredo de Altavilla u Onofre de Altavilla (ca. 1010-agosto 1057), conocido por el sobrenombre de Abagelardo, fue conde de Apulia y de Calabria desde el año 1051 hasta su muerte. 

## Biografía
Hunifredo, uno de los numerosos hijos de Tancredo de Altavilla, probablemente fue el menor de los que tuvo con su primera esposa Muriel, aunque algunas fuentes indican que sus hermanos Godfredo y Serlo eran menores que él. En los relatos históricos normalmente se indica que Hunifredo acudió a Mezzogiorno c. 1035, acompañando a sus hermanos Guillermo Brazo de Hierro y Drogo de Altavilla, basándose en las crónicas de Goffredo Malaterra. Sin embargo, también pudo haber llegado más tarde, en 1044, durante el reinado de su hermano Guillermo. Alrededor de 1047 recibió el feudo (o condado) de Lavello de manos de su hermano Drogo, a quien sucedería como Conde de Apulia en agosto de 1051. En sus primeros años como gobernante de Lavello empleó al joven Ricardo Drengot, que más tarde le serviría en sus luchas contra el papa. En 1053 Hunifredo recibiría en Mezzogiorno a su hermano Geoffrey y a sus hermanastros Mauger y Guillermo. Otorgó a Mauger el Capitanato y a Guillermo el Principado.
Su reinado comenzó en medio de los problemas que habían asediado el final del gobierno de su hermano. Hunifredo castigó a los instigadores del asesinato de su hermano, y en especial al asesino principal. Por otro lado, muchos caballeros normandos se encontraban en situación de rebelión, dedicándose al pillaje de los territorios papales. Guaimario IV de Salerno apoyó la sucesión de Hunifredo, pero poco después fue asesinado. El papa León IX, por su parte, había organizado una coalición contra los normandos y marchó hacia el sur. Las fuerzas papales y las de los normandos se enfrentaron en la batalla de Civitate, cerca de Civitate sul Fortore, el 18 de junio de 1053. Hunifredo dirigía, con la ayuda de su hermanastro Roberto Guiscardo y por Ricardo Drengot, los ejércitos normandos de la casa de Altavilla y de la Casa de Drengot, enfrentándose a las fuerzas combinadas de los Estados Papales y el Imperio bizantino. Los normandos destruyeron el ejército papal y capturaron al papa, a quien hicieron prisionero en la fortaleza de Benevento, que habían capturado en 1047 con permiso del emperador. Finalmente le liberarían el 12 de marzo de 1054, aunque León moriría poco tiempo después.
Tras la batalla de Civitate los normandos se aprovecharon de la debilidad del papado para ampliar sus conquistas. A finales de 1055 ya habían tomado Oria, Nardò y Lecce. Roberto Guiscardo, héroe de Civitate, conquistó en la misma época Minervino Murge, Otranto y Gallipoli, antes de que Hunifredo le enviara de vuelta a Calabria temiendo por su creciente poder e influencia. A su muerte en 1057 (o 1056 según algunas fuentes), Hunifredo fue sucedido por Roberto. Hunifredo confió a Guiscardo la tutoría de sus hijos, pero Guiscardo confiscó su herencia.

## Familia y descendientes
Amatus de Montecassino indica que su esposa fue la "hermana de un Duque de Sorrento". Según estas indicaciones sería Gaitelgrima, una hija de Guaimario III of Salerno. A menudo se indica que su esposa fue otra Gaitelgrima, la hija de Guaimario IV de Salerno y viuda de su hermano Drogo, pero resulta imposible.
Hunifredo tuvo dos hijos:
- Abelardo de Altavilla, nacido después de 1044 y muerto en Grecia en 1081.
- Germás de Altavilla, nacido después de 1045 y muerto en Bizancio en 1097.

Se sabe que Hunifredo tuvo también al menos una hija sobre la base de una historia relatada por Amatus. Abelardo huía de Roberto Guiscardo con "Gradilon, el marido de su hermana" en 1078 cuando se rebeló contra su tío. Gradilon fue capturado por las tropas de Guiscardo cerca de Trevico en el verano de 1079 y fue cegado.